# China Zun Tower
Zhongguo Zun (en chino, 中国尊; pinyin, Zhōngguó Zūn) o China Zun es un rascacielos ubicado en el distrito financiero de Pekín, capital de la República Popular China. El edificio, de 109 plantas y 518 metros, es el más alto de la ciudad, y su altura sobrepasa la del China World Trade Center Tower 3 en 206 metros.
El nombre China Zun viene del zun, un antiguo vaso de vino chino que inspiró el diseño del rascacielos, según su promotor, el CITIC Group. La construcción comenzó el 19 de septiembre de 2011 en Pekín, y el edificio fue inaugurado en el año 2018.